# ジェイソン・デイ (総合格闘家)
ジェイソン・"ドゥームズ"・デイ（Jason "Dooms" Day、1981年5月19日 - ）は、カナダの男性総合格闘家。アルバータ州レスブリッジ出身。カナディアン・マーシャルアーツ・センター所属。ブラジリアン柔術黒帯。

## 来歴
2001年から格闘技を始め、父親と大工の仕事を続けながら2002年にプロデビューを果たした。
2007年6月1日、TKO世界ミドル級王座決定戦でパトリック・コーテと対戦し、パンチ連打でTKO負けを喫し王座獲得に失敗した。
2008年4月19日、UFC初参戦となるUFC 83でアラン・ベルチャーと対戦し、パンチラッシュでTKO勝ちを収めた。
2008年6月7日、UFC 85で欠場したクリス・リーベンの代役としてマイケル・ビスピンと対戦し、パウンドでTKO負け。

## 戦績
| 総合格闘技 戦績 | 総合格闘技 戦績 | 総合格闘技 戦績 | 総合格闘技 戦績 | 総合格闘技 戦績 | 総合格闘技 戦績 | 総合格闘技 戦績 |
| --------------- | --------------- | --------------- | --------------- | --------------- | --------------- | --------------- |
| 31 試合         | (T)KO           | 一本            | 判定            | その他          | 引き分け        | 無効試合        |
| 19 勝           | 8               | 9               | 2               | 0               | 0               | 0               |
| 12 敗           | 7               | 5               | 0               | 0               | 0               | 0               |

| 勝敗 | 対戦相手                     | 試合結果                          | 大会名                                                      | 開催年月日     |
| ×    | フランシス・カーモン         | 1R 2:10 TKO（パンチ連打）         | Slammer in the Hammer                                       | 2011年6月17日  |
| ×    | オヴィンス・サンプルー       | 1R 0:08 KO（パンチ）              | EFC 5: Summer Rumble                                        | 2010年7月24日  |
| ×    | ジェシー・テイラー           | 1R 4:56 チョークスリーパー        | AMMA 2: Vengeance                                           | 2010年2月5日   |
| ○    | トレヴァー・ステュワードソン | 2R 4:12 ツイスター                | Rumble in the Cage 35                                       | 2009年6月6日   |
| ×    | ケンドール・グローブ         | 1R 1:32 TKO（グラウンドの肘打ち） | UFC 96: Jackson vs. Jardine                                 | 2009年3月7日   |
| ×    | マイケル・ビスピン           | 1R 3:42 TKO（パウンド）           | UFC 85: Bedlam                                              | 2008年6月7日   |
| ○    | アラン・ベルチャー           | 1R 3:58 TKO（スタンドパンチ連打） | UFC 83: Serra vs. St-Pierre 2                               | 2008年4月19日  |
| ○    | デビッド・ロワゾー           | 5分3R終了 判定2-1                 | HCF: Destiny                                                | 2008年2月1日   |
| ○    | ロン・フェアクロス           | 2R TKO（パンチ連打）              | UCW 10: X-Factor                                            | 2007年11月30日 |
| ○    | ショーン・マーチャンド       | 1R 2:00 TKO（パンチ連打）         | Rumble in the Cage 26                                       | 2007年10月27日 |
| ○    | ジョナサン・グレ             | 2R 4:12 腕ひしぎ十字固め          | UCW 8: Natural Invasion                                     | 2007年6月23日  |
| ×    | パトリック・コーテ           | 1R 4:05 TKO（パンチ連打）         | TKO 29: Repercussion 【TKO世界ミドル級王座決定戦】          | 2007年6月1日   |
| ○    | スコット・アーノルド         | 1R 1:44 腕ひしぎ十字固め          | Rage in the Cage 21: Seasons Beatings                       | 2006年12月30日 |
| ○    | リカルドー・フランソワ       | 1R 1:21 フロントチョーク          | KOTC: Amplified                                             | 2006年11月26日 |
| ○    | ショーン・マーチャンド       | 1R 1:54 TKO（パンチ連打）         | MFC: Unplugged 2                                            | 2006年11月10日 |
| ○    | マーカス・ヒックス           | 1R 3:41 ギブアップ                | Rumble in the Cage 19                                       | 2006年10月21日 |
| ○    | シェイン・ライトル           | 1R 1:31 チョークスリーパー        | Rumble in the Cage 18                                       | 2006年9月30日  |
| ×    | ビクター・ヴァリマキ         | 1R 2:15 チョークスリーパー        | MFC 10: Unfinished Business 【MFCライトヘビー級王座決定戦】 | 2006年9月8日   |
| ○    | リンデン・リンクレイター     | 1R 1:52 TKO（パンチ連打）         | Rumble in the Cage 17                                       | 2006年6月17日  |
| ○    | クリス・フォンテーヌ         | 1R TKO（パンチ連打）              | Ultimate Cage Wars 4                                        | 2006年5月27日  |
| ○    | MJ・ルーニー                 | 1R 1:36 TKO（パンチ連打）         | KOTC: Karnage                                               | 2006年4月22日  |
| ○    | ヨーセフ・ペニー             | 1R 1:00 チョークスリーパー        | MFC 9: No Excuses                                           | 2006年3月10日  |
| ○    | グレッグ・ロガルスキー       | 1R 2:22 フロントチョーク          | KOTC: Conquest                                              | 2005年12月3日  |
| ×    | ユリシーズ・カストロ         | 1R 2:22 KO（パンチ連打）          | World Freestyle Fighting 6                                  | 2004年5月14日  |
| ×    | キャメロン・ブラウン         | 1R チョークスリーパー             | Roadhouse Rumble 9                                          | 2004年3月20日  |
| ×    | デレック・ティスデール       | 1R 腕ひしぎ十字固め               | Western Freestyle Championships                             | 2003年10月12日 |
| ×    | ロドリゴ・マンデュルカ       | 1R チョークスリーパー             | Take it by Force                                            | 2003年5月10日  |
| ○    | ジェイソン・シーガル         | 1R TKO（パンチ連打）              | Roadhouse Rumble 6                                          | 2002年10月5日  |
| ○    | ジェレミア・クラム           | 2R フロントチョーク               | Border Town Brawl                                           | 2002年7月27日  |

## 獲得タイトル
- Rumble in the Cageライトヘビー級王座